# Sochorova hrobka
Sochorova hrobka ve stylu pozdní secese je dominantou hřbitova v Řevnicích (okres Praha-západ). Vyprojektoval ji pro sebe a svou rodinu architekt Eduard Sochor, který v Řevnicích řadu let žil, aktivně působil i zemřel. Od roku 2009 je chráněna jako kulturní památka České republiky, ale dlouhodobě chátrala a nachází se ve velmi špatném stavu. Naposledy zde byl pohřben Sochorův zeť v roce 1982.

## Popis
Projekt vznikl v roce 1913, postavena však byla až v roce 1924 řevnickým kameníkem Karlem Havlíčkem, který pro Sochora pracoval. Autorem sochařské výzdoby je Josef Kalvoda. Původně hrobka  stála na starém hřbitově u kostela, na nynější místo byla přestěhována po skončení 2. světové války. Stavba čtvercového půdorysu připomínající kapli je obložená opracovaným kamenem a zakončená kupolí se stylizovanou lilií. Vstupní otvor rámují figurální reliéfy architektových dětí – v dolní části postavy dvou klečících dívek se sepjatýma rukama, v horní části busty dvou chlapců. Vnitřek kaple, osvětlený dvěma vertikálními obdélnými okénky, je na čelní stěně ozdoben reliéfem hlavy Krista, po stranách nápisy „Mějte úctu k mrtvým“ a „Mluvte o nich jen pěkně“. Součástí hrobky je prostor před kaplí s kamenným obložením, na postranních krycích deskách jsou vloženy latinské kříže z bílého mramoru. Dva kamenné sokly kruhového půdorysu při vstupu do prostoru jsou  doplněny kovovými ozdobnými mřížkami. Součástí hrobky byly též dvoukřídlé prosklené vstupní dveře. Bronzové řetězy kolem celé hrobky byly ukradeny v 90. letech 20. století.

## Současnost
V roce 2007 získalo hrobku do vlastnictví (bezplatným převodem od poslední majitelky) město Řevnice. Uspořádalo veřejnou sbírku, z jejíhož výtěžku byly provedeny nejnutnější opravy tehdy již velmi zchátralé hrobky. Opravy prováděl Tomáš Váňa ze Řevnic s pěti spolupracovníky. V roce 2016 podávalo město žádost o zařazení Sochorovy hrobky do Havarijního programu Ministerstva kultury, podloženou restaurátorským záměrem, který Tomáš Váňa pro město zpracoval zdarma.